# 模式口清真寺
模式口清真寺，位于北京市石景山区模式口南里，是一座伊斯兰教清真寺。

## 简介
石景山区模式口是首钢回族及其他信仰伊斯兰教的职工较集中的地区。2000年代，首钢统战部多次协调筹措上百万元人民币，对模式口清真寺进行建设和修缮，其中首钢捐赠43万余元人民币。首钢还向模式口清真寺赠送了电脑、相机、摄像机、音响等电器。每年开斋节，首钢党委领导或首钢统战部领导都要到模式口清真寺慰问。
2008年7月23日，中共石景山区委常委、组织部、统战部部长岳德顺在石景山区政协常务副主席、统战部常务副部长马刚、石景山区民宗侨办主任韩冰、石景山区统战部副部长唐建军、苏文颖的陪同下，先后到石景山区天主教老山弥撒点、佛教八大处灵光寺、伊斯兰教模式口清真寺、基督教古城聚会点，实地检查宗教活动场所2008年北京奥运会期间各项工作的准备情况。